# ADORA2B
ADORA2B (англ. Adenosine A2b receptor) – білок, який кодується однойменним геном, розташованим у людей на короткому плечі 17-ї хромосоми. Довжина поліпептидного ланцюга білка становить 332 амінокислот, а молекулярна маса — 36 333.
| 10         |  | 20         |  | 30         |  | 40         |  | 50         |
| ---------- |  | ---------- |  | ---------- |  | ---------- |  | ---------- |
| MLLETQDALY |  | VALELVIAAL |  | SVAGNVLVCA |  | AVGTANTLQT |  | PTNYFLVSLA |
| AADVAVGLFA |  | IPFAITISLG |  | FCTDFYGCLF |  | LACFVLVLTQ |  | SSIFSLLAVA |
| VDRYLAICVP |  | LRYKSLVTGT |  | RARGVIAVLW |  | VLAFGIGLTP |  | FLGWNSKDSA |
| TNNCTEPWDG |  | TTNESCCLVK |  | CLFENVVPMS |  | YMVYFNFFGC |  | VLPPLLIMLV |
| IYIKIFLVAC |  | RQLQRTELMD |  | HSRTTLQREI |  | HAAKSLAMIV |  | GIFALCWLPV |
| HAVNCVTLFQ |  | PAQGKNKPKW |  | AMNMAILLSH |  | ANSVVNPIVY |  | AYRNRDFRYT |
| FHKIISRYLL |  | CQADVKSGNG |  | QAGVQPALGV |  | GL         |  |            |

A: Аланін

C: Цистеїн

D: Аспарагінова кислота

E: Глутамінова кислота

F: Фенілаланін

G: Гліцин

H: Гістидин

I: Ізолейцин

K: Лізин

L: Лейцин

M: Метіонін

N: Аспарагін

P: Пролін

Q: Глутамін

R: Аргінін

S: Серин

T: Треонін

V: Валін

W: Триптофан

Кодований геном білок за функціями належить до рецепторів, g-білокспряжених рецепторів, білків внутрішньоклітинного сигналінгу. 
Локалізований у клітинній мембрані, мембрані.